# Аварсько-Візантійські війни
Аварсько-Візантійські війни — низка конфліктів між Аварським каганатом та Східною Римською імперією, в які залучилась анти, склавіни та інші слов'янські племена що мешкали на території Північного Причорномор'я, Паннонії, Балкан, а також Сисадинська держава, що була союзником аварів. Війни почалися 568 році, після того як авари прибули в Паннонію, знищили Королівство Гепідів і заявили, що всі землі гепідів і лангобардів є їхньою власністю. Це призвело до облоги аварами колишньої столиці гепідів Сирмії, на допомогу яким прийшла Візантія. Більшість подальших конфліктів виникли в результаті набігів аварів або підвладних їм слов'ян, яких вони змусили воювати на своєму боці, на Балканські та Чорноморські території Східної Римської імперії.
Авари зазвичай здійснювали свої набіги, коли Східна Римська імперія була зайнята іншими конфліктами, зокрема війнами з імперією Сасанідів на сході. У результаті вони часто здійснювали набіги на території без військового опору протягом тривалого періоду часу, перш ніж візантійські війська могли перевести свої сили з інших фронтів і дати відсіч аварам. Частиною цих війн були Балканські походи Маврикія, завдяки яким візантійські війська змогли відсунути аварів з Балкан на північ до Паннонії. 

## Передумови
Аварська орда прийшла до Карпатського басейну та Паннонії близько 568 році, внаслідок розширення на території Північного Причорномор'я влади Першого Тюркського каганату. Вони швидко уклали союз з лангобардами, щоб спільно захопити землі Королівства Гепідів. Після цього авари оголосили всю Паннонію своєю територією, і лангобарди відступили до Італії. Частина гепідів на чолі з князем Уздибальдом були обложені аварами в місті Сирмій. Їм на допомогу прийшли візантійці. 
Авари залежали від залучених ними воїнів та праці підкорених слов'янських народів як у війні, так і в логістиці. Поневолені народи, такі як гуни, болгари, утигури, кутригури, анти, склавіни, інші слов'яни активно експлуатувались у війську, ремісничій справі, будівництві човнів та мостів, тощо. У кожному задокументованому використанні облогових машин аварами, авари залежали від підлеглих народів, які знали як їх будувати та застосовувати. 

## Битви за Сирмій (568–582)
Після знищення аварами і лангобардами Королівства Гепідів, майже відразу розпочалась облога аварів Сирмії у 568 р., але вона була відбита. Авари відкликали свої війська, але послали 10 000 підкорених котрігурських гунів, щоб ті вторглися у візантійську провінцію Далмацію. Крім того, візантійці платили аварам 80 000 золотих солідів відкупу на рік. Також відбувся набіг на Сирмію у 574 р.  
У 579 р. імператор Тиберій II відмовився платити данину аварам, і вони знову взяли в облогу Сирмій. Місто впало в бл. 581 чи 582 р. Після захоплення Сірмії авари вимагали 100 тис. солідів на рік. Отримавши відмову, вони почали періодично нападати і грабувати північні та східні Балкани. Ці грабежі припинились лише коли авари були відтіснені візантійцями у війні з 597 по 602 рік. 

## Аварський наступ на Балкани (582–591)
Захопивши Сирмій, авари почали активно нападати на Балкани, що тоді були під контролем Східної Римської імперії. Їх агресії сприяла тривала Візантійсько-Сасанідська війна 572–591 рр., у результаті якої візантійські гарнізони на дунайському кордоні залишилися неукомплектованими та з недоплатою. Завдяки цьому авари, що залучили підконтрольні слов’янські племена, змогли здійснювати набіги без опору, а візантійці не могли розпочати контрнаступ. 
Авари захопили міста Августи, Сингідунум і Вімінаціум у 583 році, а також ще вісім міст шляхом облоги в 586 році. Багато з цих облог авари виграли тому що нападали несподівано і швидко. Ці переваги вони втрачали коли просунувшись далі вглиб країни в 587 р. Тим не менш, вони знищили багато міст в Мезії 587 р., включно з Марціанополіс і Кабіле, хоча вони зазнали невдачі в облозі Діоклетіанополя, Філіппополя та Берое. 
588 року вони припинили облогу Сингідунума через сім днів в обмін на викуп. Після цього, за підтримки слов'янського флоту, вони досягли успіху в облозі Анхіала, потім здійснили облогу Дризіпери і Цуруллона. Авари, за підтримки слов’яньких військ, продовжували здійснювати набіги з незначним опором до 591 року, коли імператор Маврикій уклав з Сасанідами договір про припинення війни на досить вигідних умовах і переніс свої війська на Балкани.

## Римський контрнаступ (591–596)
Після підписання мирної угоди з персами та подальшої переорієнтації військ Східної Римської імперії на Балкани, імператор Маврикій перейшов у контрнаступ. Полководцю Пріску було доручено зупинити слов'ян від переходу Дунаю навесні 593 р. Він розгромив кілька атак і до осені воював зі слов'янами на території Волощини. Маврикій наказав йому розкласти табір на північному березі Дунаю, однак Пріск замість цього відійшов до Одесосу. Відступ Пріска сприяв новому слов'янському вторгненню наприкінці 593/594 рр. у Мезію та Македонію, при цьому були зруйновані візантійські міста Аквіс, Скупі та Залдапа.

Мапа Балкан, 6 ст.

594 року Маврикій замінив Пріска своїм братом Петром. Через свою недосвідченість Петро спочатку зазнав невдач, але зрештою зумів відбити хвилю слов'янських і аварських набігів. Він створив базу в Марціанополі та патрулював Дунай між Новами та Чорним морем. Наприкінці серпня 594 року він перетнув Дунай біля Секуріски і пробився до річки Яломиця, не дозволяючи слов'янам і аварам розпочинати нові походи. 
Пріск, якому було доручено командувати іншою армією, перешкодив аварам обложити Сингідунум у 595 році разом із візантійським дунайським флотом. Після цього авари перенесли свою увагу на Далмацію, де вони розграбували кілька фортець і уникали прямого зіткнення з військами Пріска. Пріск не був особливо стурбований аварським вторгненням, оскільки Далмація була віддаленою і бідною провінцією; він послав лише невеликі сили, щоб зупинити їхнє вторгнення, утримуючи основну частину своїх військ біля Дунаю. Це невелике військо змогло перешкодити просуванню аварів і навіть повернуло частину здобичі, захопленої аварами.
Після того, як їхнє вторгнення в Далмацію було заблоковано, авари почали здійснювати свої набіги на франків. Грабунок франків відволік основін сили аварів у 596 році. Через зміщення уваги аварів з Балкан у 596-597 рр. тут була невелика військова активність.

## Аварська навала (597–602)
Підсилені пограбуванням франків, восени 597 р. авари відновили свої набіги через Дунай, заставши візантійців зненацька. Авари оточили військо Пріска, коли воно ще було в таборі в Томісі, і взяли його в облогу. Однак вони зняли облогу 30 березня 598 року, коли наблизилася візантійська армія на чолі з Коментіолом, яка щойно перетнула гору Гемус і йшла вздовж Дунаю до Зікідіби, лише за 30 кілометрів (19 миль) від Томіса. Пріск не приєднався до Коментіола, коли той переслідував аварів. 
Коментіол розклав табір у Ятру, однак був розгромлений аварами, і його військам довелося відступати назад через Гемус. Авари скористалися цією перемогою і просунулися до Дризіпера, поблизу Константинополя. Під Дризіперою аварські війська були вражені чумою, що призвело до загибелі значної частини їхнього війська та семи синів аварського кагана Баяна.
Через загрозу, яку створювали аварські війська під Дризіперою, Коментіол був замінений Філіппіком і відкликаний до столиці. Імператор Маврикій змушений був збирати військо, що складалось зі спортсменів та його охоронців, щоб захистити стіну Анастасія на підступах до Константинополя. Імператор виплатив данину аварам за тимчасове перемир'я, витративши решту 598 року на реорганізацію своїх сил і аналіз того, як покращити військову стратегію. Того ж року Східна Римська імперія уклала мирну угоду з аварами, яка дозволила візантійцям відправляти свою експедицію до Волощини.
Не зважаючи на мирну угоду, візантійці продовжували готуватись до військових дій з аварами. Пріск розташував експедиційний табір поблизу Сингідуна і зимував там у 598/599 рр. У 599 р. Пріск і Коментіол повели свої війська вниз за течією до Вимінація і перетнули Дунай. Опинившись на північному березі, вони перемогли аварів у битвах при Вимінації. Ця битва була важливою, оскільки вперше авари зазнали великої поразки на території каганату, а також призвела до загибелі ще кількох синів хана Баяна. 
Після битви Пріск повів свої війська на північ, у Паннонську рівнину, вступивши в бій і розгромивши аварів і там. Тим часом Коментіол залишився біля Дунаю, щоб охороняти шлях. Пріск спустошив землі на схід від Тиси, завдавши великих втрат аварам, та підконтрольним їм гепідам, склавенам та іншим слов'янським племенам? розгромивши їх у двох наступних битвах на берегах Тиси. 
Восени 599 року Коментіол знову посів фортецю Траянові Ворота, які не використовувалися візантійцями протягом десятиліть. У 601 році Петро привів війська до берегів Тиси, щоб захистити катаракти Дунаю, які були життєво важливі для доступу візантійського дунайського флоту до міст Сірмій і Сингідунум. 
602 року анти підняли повстання проти Аварського каганату, який вже був ослаблений через повстання кількох словя'нських племен проти окупантів, одне з яких навіть перейшло на бік Східної Римської імперії.

## Перемир'я (602–612)
Після відбиття військ Східної Римської імперії під командуванням імператора Маврикія, авари перемістили свою увагу на лангобардів, встановивши з ними дипломатичний контакт у 603 році та спробувавши вторгнутися до Північної Італії у 610 році. 
Балканський кордон був значною мірою умиротворений, вперше після правління Анастасія I (правління 491–518). Тим часом, Маврикій планував заселити спустошені землі, які візантійці хотіли відновити поселивши тут вірменських селян, батьківщиною яких була східна частина імперії, на Балканській частини. Це була свідома імперська стратегія, щоб запобігти етнічній/племінній консолідації, як незалежної сили, слов'янських племен які вже давно жили в Паннонії та Балканах. Маврикій також планував очолити подальші походи проти Аварського каганату. Однак 602 року Фока (який був уродженцем Тракії) скинув Маврикія, оскільки його армія втомилась від нескінченних балканських походів. Тож новий імператор Фока відмовився від цих планів переселень. 
Фока підтримував безпеку на Балканах під час свого правління з 602 по 610 рік. Близько 605 року він вивів частину військ з Балкан, щоб використати їх у триваючій візантійсько-сасанідській війні 602–628 років. Письмових свідчень вторгнень аварів або слов'ян на Балкани у цей час немає. Хоча відсутність великих візантійських військ могла підбадьорити аварів, вони не нападали до того часу, поки новий імператор Іраклій, що скинув Фоку 610 року, відкликав майже повністю свої війська, розміщені на Балканах, щоб відбити просування персів на Сході. 

## Аварські напади (612–626)
Авари, після успішнох кампаніями проти лангобардів у 610 році та франків у 611 році, відновили свої вторгнення на Візантію після того як Іраклій захопив владу й вбив імператора Фоку. 614 року, коли перси захопили Єрусалим, аварам та їхні слов’янські піддані посили свої напади на Балкани. Захопили такі міста, як Юстиніана Прима та Салона. Місто Нове було взяте 613 року, а Найсус і Сердіка були захоплені 615 року. 
Слов'янські племена на кораблях здійснили набіги в Егейське море аж до Криту в 623 році. Протягом цього періоду відбулося три окремі облоги Фессалонік: у 604 , 615 та 617 роках. 
 
623 року візантійський імператор Іраклій вирушив до Тракії, намагаючись домовитися про мир з аварським каганом віч-на-віч. Натомість візантійці потрапили в засідку, при цьому Іраклій ледве врятувався, а більшість його охоронців і слуг були вбиті або взяті в полон. Аварські набіги тривали протягом всього десятиліття, кульмінацією яких стала облога Константинополя 626 році, де авари зазнали поразки.

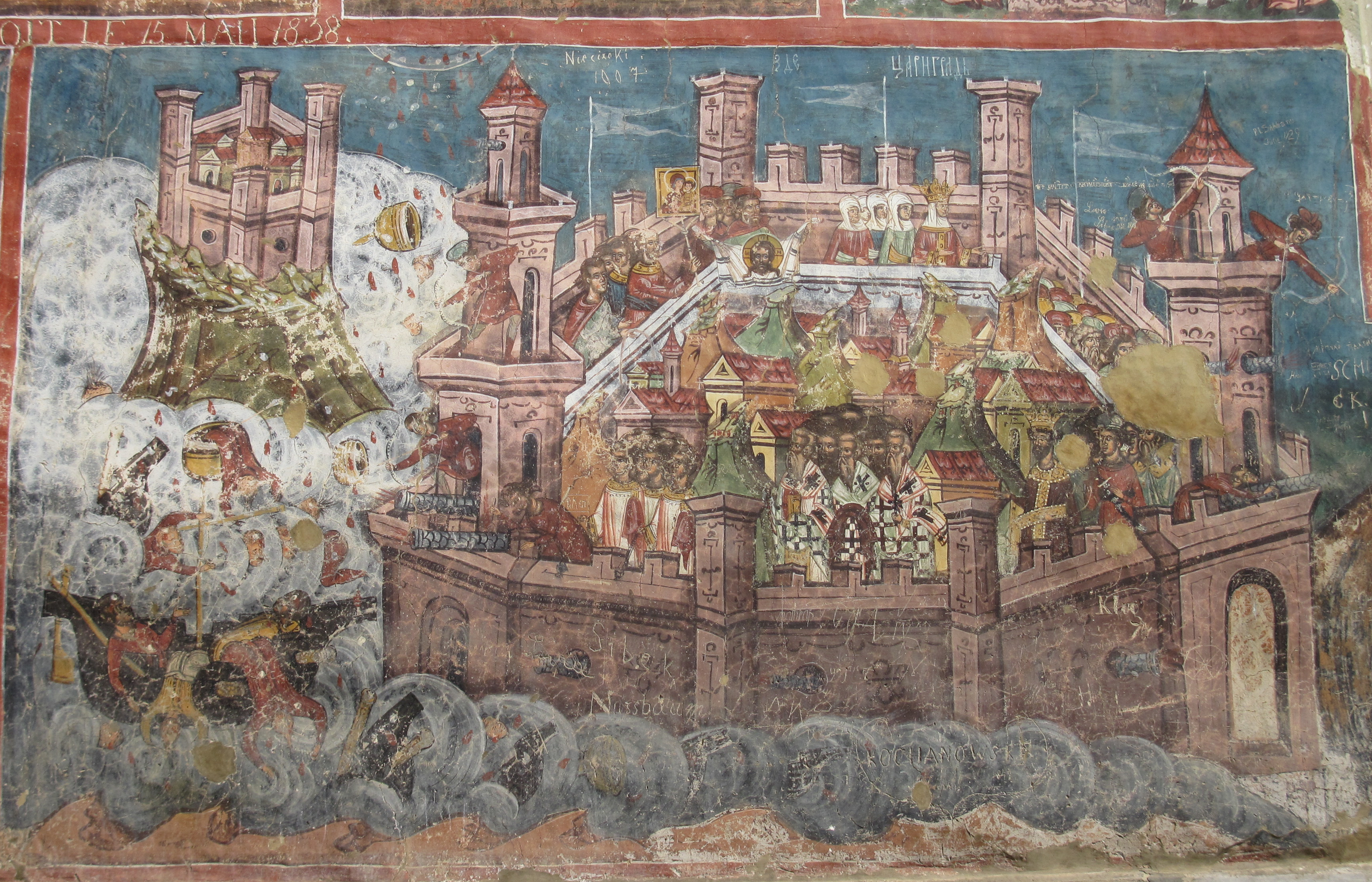
Облога Константинополя 626 року, зображена на розписах монастиря Молдовица

## Облога Константинополя (626)
Коли Перський шахіншах Хосров II, зазнавши невдач через походи Іраклія в тил персів, вирішив завдати рішучого удару, він послав свого генерала Шахін Вахманзадегана з 50 000 воїнами зупинити Іраклія, а генерал Шахрбараз отримав командування меншою армією та наказ пройти повз фланг Іраклія і йти до Халкедону, перської бази через Босфор з Константинополя. Хосров II також вступив у контакт з каганом аварів, щоб скоординовати напад на Константинополь: персів з азіатського боку та аварів і слов'ян з європейського боку. 
Аварська і слов'янська армія підійшла до Константинополя з боку Тракії і зруйнувала акведук Валента. Через те, що візантійський флот контролював протоку Босфор, перси не могли послати війська на європейську сторону, щоб допомогти аварам, що відрізало допомогу персів аварам. Візантійська морська перевага також ускладнила зв'язок між двома силами. За відсутності імператора, захисники Константинополя були під командуванням патріарха Сергія та патриція Бона.

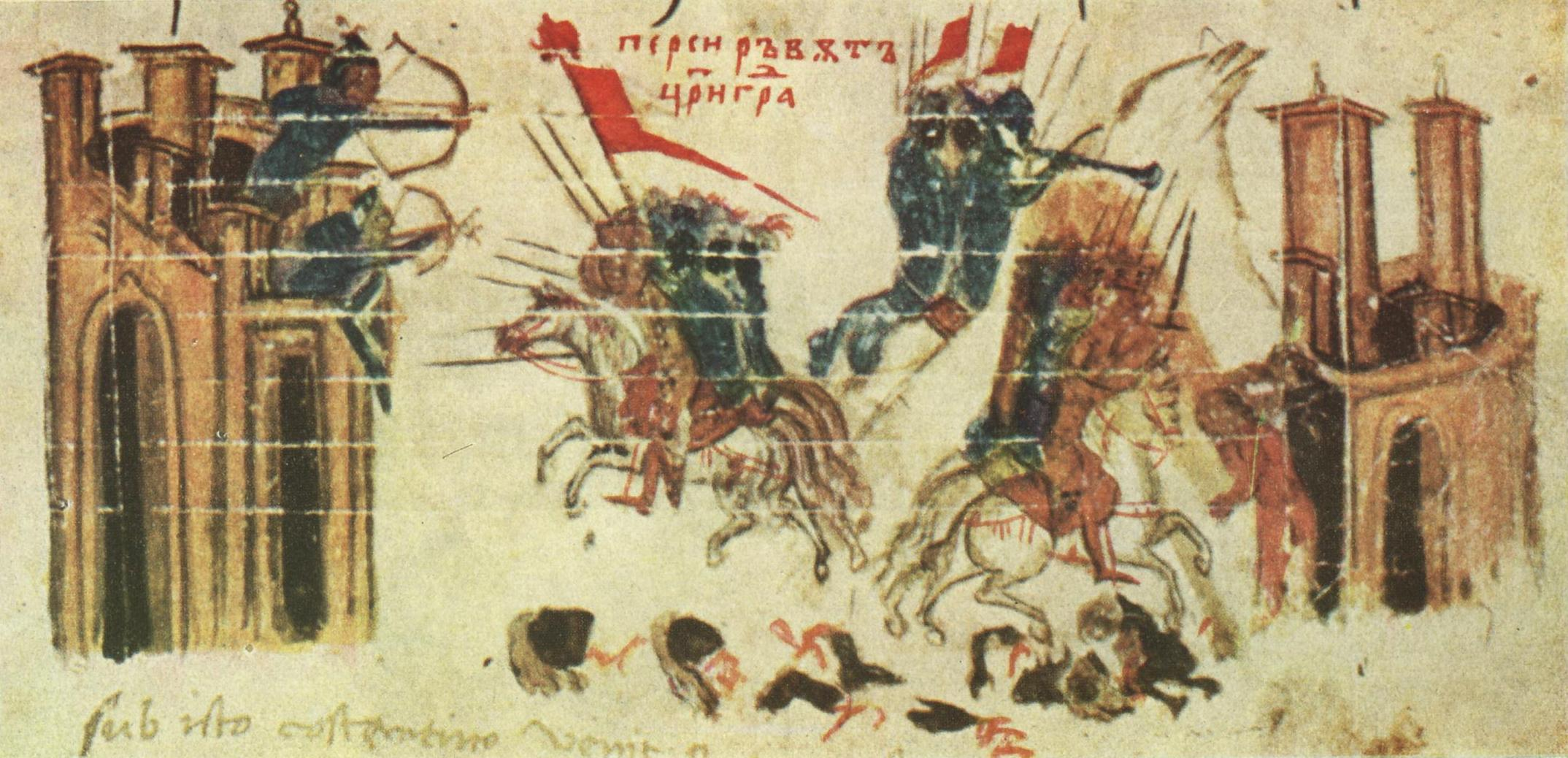
Іраклій атакує перський форт у Константинополі 626

29 червня 626 року авари, слов'яни та перси почали скоординований штурм стін столиці. Візантійські захисники мали 12 000 добре навчених вояків, зіткнувшись із приблизно 80 000 аварів, антів і склавенів. Авари почали переміщати важку облогову техніку до мурів Феодосія. Хоча стіни безперервно бомбардували протягом місяця, у місті зберігався високий моральний дух; Патріарх Сергій проводив періодичні хресні ходи по вершинах мурів, несучи Влахернітську ікону Богоматері. Населення навколо Константинополя було згуртоване цим релігійним символом, особливо тому, що обидві сили, які атакували Константинополь, були нехристиянами.
7 серпня флот перських човнів, які переправляли війська через Босфор на європейський бік, був оточений і знищений візантійським флотом. Після цього склавени та анти своїм флотом спробували атакувати Морські стіни з-за Золотого Рогу, тоді як авари атакували сухопутні стіни. Однак склавенські човни були протаранені і знищені галерами Бонуса, а аварські сухопутні штурми 6 і 7 серпня були відбиті. 
В цей час надійшла звістка про те, що брат імператора Теодор розгромив війська Шахіна, що змусило аварів та слов'ян відступити до Балканських територій протягом двох днів. Незважаючи на те, що перська армія Шахрбараза все ще залишалася в Халкідоні, загроза для Константинополя була вичерпана, оскільки перси не могли використовувати артилерію зі свого боку Босфору. На знак подяки за зняття облоги та божественний захист, наданий Богородицею, був написаний знаменитий акафіст невідомим автором, можливо, патріархом Сергієм або Георгієм Писидийським.

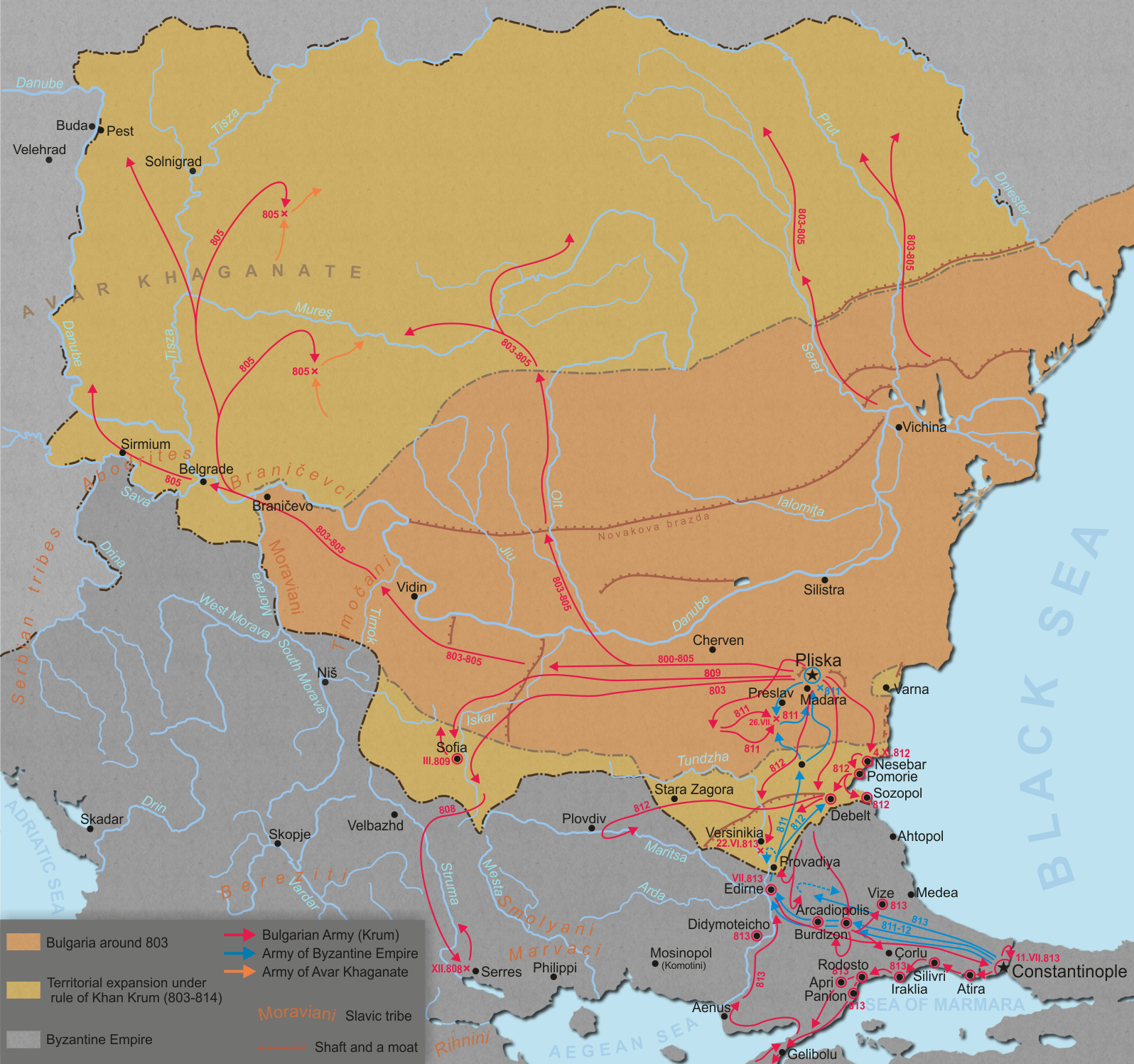
Просування болгар за князя Крума (803-814)

## Аварський занепад (626–822)
Не зумівши захопити Константинополь, зазнавши великих втрат, авари почали поступово занепадати. В цей же час почався й розпад і Першого Тюркського каганату, на який спирались авари. Проте, перш ніж повністю розпатися Аварський каганат проіснував ще майже 200 років, які провів у внутрішній боротьбі за владу з булгарами, склавенами та іншими слов'янськими племенами. 
Близько 680 року їхня гегемонія над різними слов'янськими племінними союзами була скорочена болгарами, що почали закріплюватись на Балканах. Хан Аспарух оселилася вздовж Дунаю (бл. 679–681), заснувавши Першу Болгарську державу, закріплену перемогою в битві при Онгалі на південь від Карпат. Болгари виступили проти Візантії, яка уклала союз із хозарами Зібеля.
Авари контролювали Паннонію та Віденський басейн, а більша частина Балкан перебувала в руках слов'янських племен, оскільки вже ні авари, ні візантійці не змогли відновити тут свій контроль. Поки остаточно не були розбиті внаслідок повстань місцевих слов'ян та після завоювання імперією Карла Великого, починаючи з 790 року і закінчуючи 803 роком.
У 804 році Болгарія звільнила південно-східні аварські землі в Трансільванії та південно-східну Паннонію до Середнього Дунаю, а місцеві мешканці стали підданими Болгарського царства. А франки створили Паннонську марку — східна половина Аварської марки — де правив слов’янський князь Прибіна. Останніми відомими каганами Аварської держави були Авраам (805–?) та Ісаак (?–835). Пізніше, після агресії угорців, землі Паннонії увішли до складу новопосталої Угорщини.